# Dlhá
Dlhá (bis 1927 slowakisch auch „Dluhá“; deutsch Langendorf, ungarisch  Felsőhosszúfalu – bis 1907 Hosszúfalu; lateinisch Longa Villa) ist eine Gemeinde im Westen der Slowakei mit 420 Einwohnern (Stand 31. Dezember 2024). Sie gehört zum Okres Trnava, einem Teil des Trnavský kraj.

## Geographie

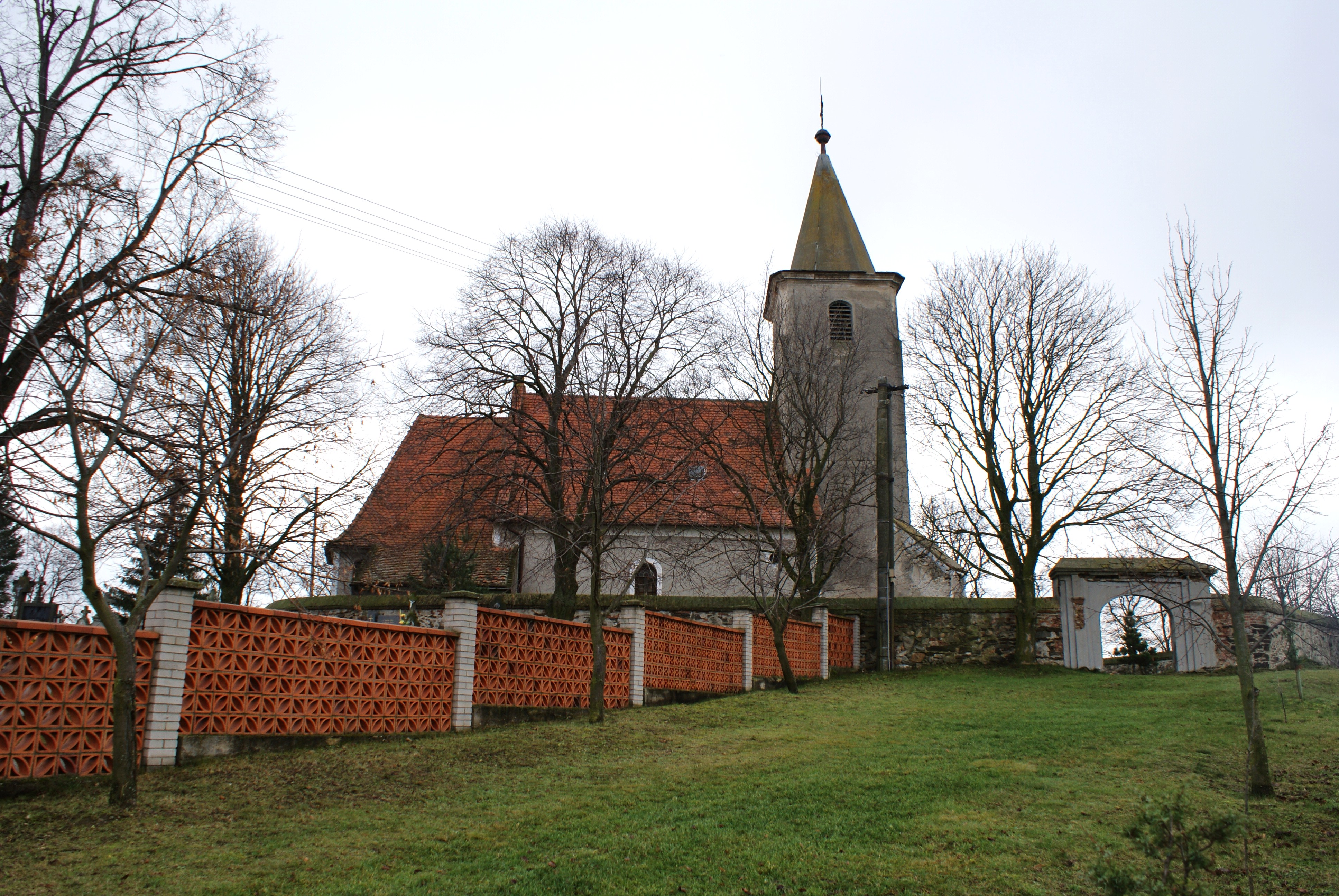
Kirche in Dlhá

Die Gemeinde befindet sich im Hügelland Trnavská pahorkatina in einem seichten Kessel, in dem durch Zusammenfluss mehrerer Bäche aus den Kleinen Karpaten der Bach Podhájsky potok entsteht. Das Gemeindegebiet ist hügelig, weitgehend entwaldet mit Lössboden. Das Ortszentrum liegt auf einer Höhe von 185 m n.m. und ist 15 Kilometer von Trnava entfernt.
Nachbargemeinden sind Dolné Orešany im Norden, Košolná im Nordosten, Suchá nad Parnou im Osten, Ružindol im Südwesten, Borová im Süden und Doľany im Westen.

## Geschichte
Dlhá wurde zum ersten Mal 1296 als Hwzywfolw schriftlich erwähnt und gehörte zum Herrschaftsgut der Bibersburg (heute Červený Kameň). In der ersten Hälfte des 16. Jahrhunderts ließ die Burg Teiche errichten, zu gleicher Zeit ließen sich 14 kroatische Familien nieder. 1543 gab es hier 29 Untertanen-Familien, 1583 schon 88 Untertanen-Familien, dazu gab es mehrere Weingärten. 1828 zählte man 79 Häuser und 567 Einwohner, die in Landwirtschaft und Weinbau beschäftigt waren.
Bis 1918 gehörte der im Komitat Pressburg liegende Ort zum Königreich Ungarn und kam danach zur Tschechoslowakei beziehungsweise heute Slowakei.

## Bevölkerung
| Jahr                | 1994 | 2004    | 2014     | 2024    |
| ------------------- | ---- | ------- | -------- | ------- |
| Anzahl der Personen | 397  | 368     | 444      | 420     |
| Unterschied         |      | −7,30 % | +20,65 % | −5,40 % |

| Jahr                | 2023 | 2024    |
| ------------------- | ---- | ------- |
| Anzahl der Personen | 428  | 420     |
| Unterschied         |      | −1,86 % |

Nach der Volkszählung 2011 wohnten in Dlhá 382 Einwohner, davon 372 Slowaken und ein Magyare. Neun Einwohner machten keine Angabe. 346 Einwohner bekannten sich zur römisch-katholischen Kirche, zwei Einwohner zur griechisch-katholischen Kirche, ein Einwohner zur evangelischen Kirche A. B., zwölf Einwohner waren konfessionslos und bei 21 Einwohnern ist die Konfession nicht ermittelt.
Ergebnisse der Volkszählung 2001 (383 Einwohner):
| Nach Ethnie: - 99,48 % Slowaken | Nach Konfession: - 95,82 % römisch-katholisch - 1,04 % evangelisch - 3,13 % keine Angabe |

## Sehenswürdigkeiten
- römisch-katholische Margaretakirche aus dem Jahr 1390
- Antonius-von-Padua-Kapelle aus dem Jahr 1909